# مطار ميتز نانسي لورين
مطار ميتز-نانسي-لورين (Metz–Nancy–Lorraine Airport) أو (Aéroport de Metz–Nancy–Lorraine) (إياتا: ETZ، إيكاو: LFJL)، هو مطار يخدم منطقة لورين إحدى مناطق فرنسا. يقع في غوين، على بعد 16.5 كم إلى الجنوب الشرقي من متز, في مقاطعة موسيل) أحد أقاليم فرنسا) وشمال نانسي (وهي بلدية من مورت وموسيل). افتتح للجمهور في 28 أكتوبر 1991 واستبدل به مطار نانسي-إيسي ومطار ميتس-فريسكاتي.

## تاريخ
افتتح المطار عام 1991

## الخطوط الجوية والوجهات
| شركـات طيـران                           | الوجهات |
| --------------------------------------- | --- |
| خطوط ايجه الجوية                        | موسمية: Heraklion |
| الخطوط الجوية الجزائرية                 | مطار هواري بومدين الدولي موسمية: مطار قسنطينة - محمد بوضياف، مطار وهران الدولي أحمد بن بلة |
| الخطوط الجوية الفرنسية تشغل بواسطة HOP! | مطار ليون سانت إكسوبيري، مطار نيس كوت دازور موسمية: Calvi، Figari |
| Chalair Aviation                        | موسمية: مطار بيربينيا |
| جيت إير فلاي                            | مطار محمد الخامس الدولي, مطار مراكش المنارة الدولي, موسمية charter: Burgas (begins 20 May 2017), Cagliari (begins 18 June 2017), مطار إيبيزا (begins 6 July 2017), مطار لانزاروت, Olbia، مطار بالما دي مايوركا |
| Twin Jet                                | مطار مارسيليا، مطار تولوز بلانياك، مطار بوردو ميرينياك، مطار نانت. |

## إحصائيات
| الستة | ركاب    | شحن    |
| ----- | ------- | ------ |
| 1998  | 288,209 | 3,410  |
| 1999  | 322,501 | 3,206  |
| 2000  | 352,626 | 8,521  |
| 2001  | 331,266 | 19,684 |
| 2002  | 302,849 | 18,994 |
| 2003  | 294,731 | 17,359 |
| 2004  | 326,324 | 9,030  |
| 2005  | 356,815 | 1,219  |
| 2006  | 340,242 | 633    |
| 2007  | 344,913 | 36     |
| 2008  | 291,006 | 144    |
| 2009  | 263,000 | 51     |
| 2010  | 254,204 | 69     |
| 2011  | 279,030 | 44     |
| 2012  | 280,743 |        |
| 2013  | 242,995 |        |
| 2014  | 245,781 |        |

## روابط خارجية
- Aéroport Metz Nancy Lorraine نسخة محفوظة 15 نوفمبر 2017 على موقع واي باك مشين. (official site) (بالفرنسية)
- Aéroport de Metz–Nancy–Lorraine at Union des Aéroports Français (بالفرنسية)
- Airport information for LFJL at World Aero Data. Data current as of October 2006.
- حالة الطقس في مطار ميتز نانسي لورين.
- تاريخ الحوادث لـ (ETZ) على شبكة سلامة الطيران.